# Kamienista
Kamienista (słow. Veľká Kamenistá) – dwuwierzchołkowy szczyt (2127 m oraz 2122 m) w głównej grani Tatr Zachodnich. Od sąsiadującego na zachód Błyszcza (2159 m) oddzielony jest Pyszniańską Przełęczą (1787 m), od sąsiadującego na wschód Smreczyńskiego Wierchu (2070 m) – Hlińską Przełęczą (1906 m). Po szczytach tych i przełęczach przebiega granica polsko-słowacka, wyższy wierzchołek leży jednak po stronie słowackiej. Niższy wierzchołek leży w grani głównej i na granicy. Jest zwornikiem, od którego na południową, słowacką stronę odchodzi długi grzbiet Hlina.
Szczyt wznosi się nad 3 dolinami: Doliną Pyszniańską, Doliną Kamienistą i doliną Hliną. Z grani pomiędzy wierzchołkiem Kamienistej a Hlińską Przełęczą odchodzi w północno-zachodnim kierunku drugi grzbiet zwany Dolinczańskim Grzbietem. Z przeciwnej strony, z grani pomiędzy wierzchołkami Kamienistej a Pyszniańską Przełęczą opada jeszcze jeden, niski i krótki Babi Grzbiet. Na północną, polską stronę Kamienista opada 500-metrowej wysokości bardzo stromym stokiem do Doliny Pyszniańskiej (odgałęzienie górnej części Doliny Kościeliskiej). W ścianę tę wcięty jest długi żleb Babie Nogi (na który przeszła dawna nazwa szczytu), z którego wypływają źródła Babiego Potoku.
Kamienista zbudowana jest ze skał metamorficznych i alaskitów. Według Maksymiliana Nowickiego (1876 r.) występujące na Kamienistej spękania to przykład rozsadzającego działania wody. W północno-wschodnią grań, biegnącą w kierunku Smreczyńskiego Wierchu, wcina się potężny Hliński Rów – największy rów grzbietowy w Tatrach. Dawniej Kamienista aż po wierzchołek była wypasana (tereny pasterskie Hali Pysznej). Z rzadkich roślin rośnie tu ukwap karpacki i przymiotno węgierskie, w Polsce występujące tylko w Tatrach.
Pierwsze wejście zimowe – Mariusz Zaruski z innymi w 1909 r. Odnotowali, że na szczycie zobaczyli stadko 11 kozic. Obecnie szczyt jest niedostępny turystycznie (obszar ochrony ścisłej „Pyszna, Tomanowa, Pisana”). Na pobliską Pyszniańską Przełęcz prowadzi po słowackiej stronie niebieski szlak turystyczny z Podbańskiej (słow. Podbanské).